# Alain Buffard

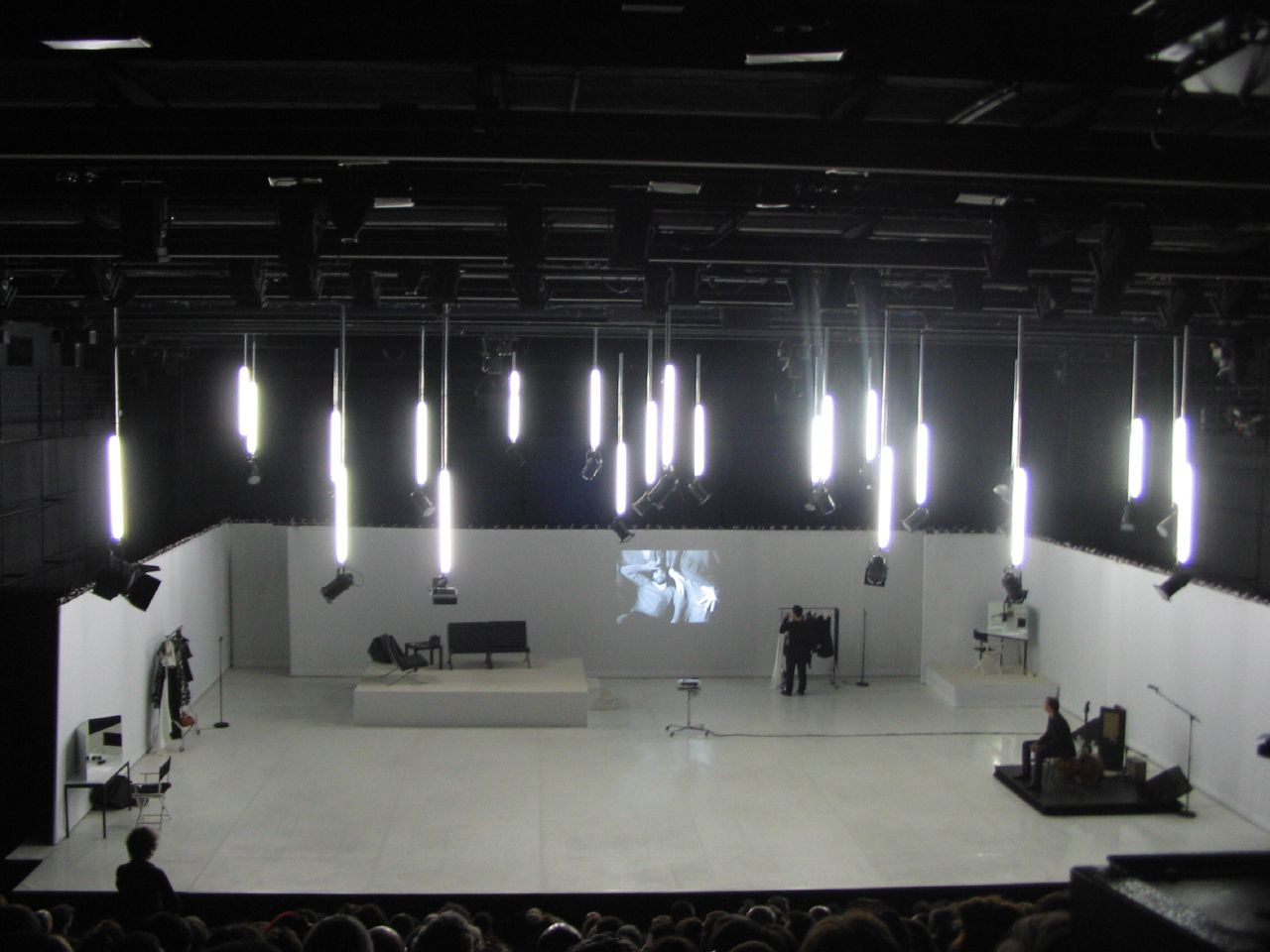
Szene aus (Not) a Love Song (2007)

Alain Buffard (* 1960 in Morez, Département Jura; † 21. Dezember 2013 in Les Rousses, Département Jura) war ein französischer Tänzer und Choreograf des zeitgenössischen Tanzes.

## Leben
Buffard begann seine tänzerische Ausbildung Ende der 1970er Jahre bei Alwin Nikolais am Centre national de danse comtemporaine in Angers. Rasch entwickelte er sich zu einem beachteten Interpreten des sogenannten neuen französischen Tanzes an der Seite von Brigitte Farges und Régine Chopinot. Mit Daniel Larrieu verband ihn eine längere Zusammenarbeit. Von ihm erwarb er, so die Kritikerin von Le Monde, eine verfeinerte Gestik, der er im rechten Maße Ausdruck verlieh.
Mitte der 1990er Jahre verabschiedete er sich für einige Zeit von der Tanzbühne und arbeitete stattdessen in der Kunstgalerie von Anne de Villepoix in Paris. Durch das Studium von Skulpturen und Plastiken, besonders von Vito Acconci, Chris Burden und Bruce Naumann suchte er seinen künstlerischen Blick zu schärfen. Ferner nannte er Oskar Schlemmer, Kasimir Malewitsch und Caravaggio als bildende Künstler, die ihn prägten.
1996 reiste er in die USA. Dort begegnete er Yvonne Rainer und Anna Halprin, die gemeinsam mit schwerkranken Künstlern Darbietungen produzierte. Diese Begegnungen regten ihn zu seiner Solo-Choreografie Good Boy an, mit der er 1998 bekannt wurde. In einer der 14 Szenen dieses Stücks bettet der Tänzer sich auf Stapel von Schachteln von Anti-AIDS-Medikamenten. Kurz nach der Erstaufführung von Good Boy im Jahr 1998 gründete er seine eigene Compagnie PI : ES in Paris.
Auch in seiner Choreografie Intime/EXtime von 1999 beschäftigte er sich mit dem menschlichen Körper. Mittels Kostümen, die mit Styropor-Kugeln gefüllt sind, wird dieser in einer Szene grotesk aufgeplustert. In einer anderen Szene bilden die drei Darsteller, zwei Männer und eine Frau, ein Knäuel aus Körpern, Armen und Beinen. In einer weiteren Szene wandert ein langärmeliges weißes Unterhemd über die ausgestreckten Arme von einem nackten oder halbnackten Körper zum nächsten.
Dem Stück Mauvais genre von 2003 bescheinigt die Kritikerin von Le Monde verstörende Schwermut. In dieser Choreografie agieren 20 Tänzerinnen und Tänzer in weißen Slips auf einer Bühne, die mit Haufen weißer Unterwäsche bedeckt ist. Noch verstörender auf das Publikum wirkte Les Inconsolés von 2005, das sich, einer Romanvorlage von James Purdy folgend, mit traumatischen sexuellen Erfahrungen der Jugend und Pubertät beschäftigt.
Zu seinen leichteren und musikalisch eingängigeren Choreografien zählt (Not) a love song von 2007. Baron Samedi von 2012 wurde getanzt von Tänzern aus ethnischen Minderheiten. Es beschäftigt sich mit dem Kolonialismus und seinen Auswirkungen bis in die postkoloniale Gegenwart Frankreichs.
Auch als Kurator von Kunstausstellungen engagierte sich Alain Buffard: 2002 mit Campy, Vampy, Tacky und 2005 mit Umstellung/Umwandlung.
Bereits schwer erkrankt, realisierte er im April 2013 sein letztes großes Projekt Histoires parallèles, Pays mêlés. Es verband Ausstellungen, Konferenzen und Darbietungen an verschiedenen Plätzen in Nîmes.